# Frustunaby
Frustunaby, är en gård i närheten av Gnesta, bestående av sex byggnader med anor från 1700-talet. Gården ägs, och drivs av Scouterna, den svenska riksorganisationen för scoutrörelsen. Gården donerades till Sveriges Flickors Scoutförbund 1925 av grevparet Ebba och Wilhelm von Eckermann. Ebba von Eckermann var starkt engagerad i flickscoutrörelsen i Sverige.
Under sommaren 1936 gjordes ett besök på Frustunaby som en del av världsflickscoutförbundets World Association of Girl Guides and Girl Scouts (WAGGGS) nionde världskonferens i Stockholm.
Frustunaby var en flickscoutgård till och med 1960, då Sveriges Flickors Scoutförbund och Sveriges Scoutförbund gick ihop till Svenska Scoutförbundet. 
Intill gården ligger  Frustuna kyrka och i närheten ligger även Södertuna slott, tidigare ägt av familjen von Eckermann.

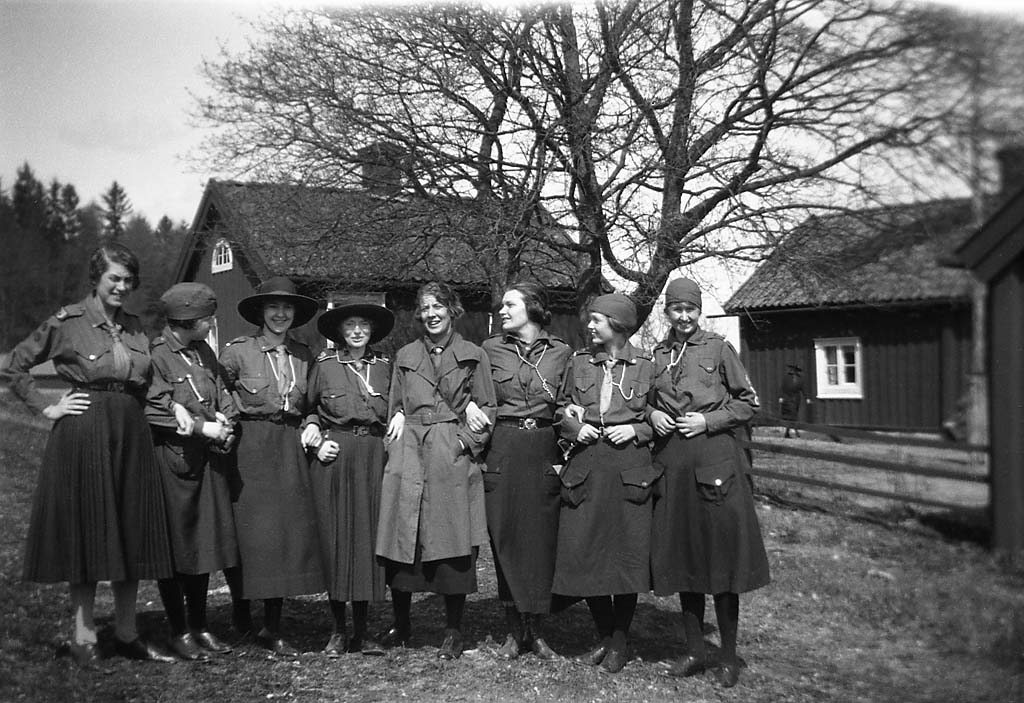
Flickscouter framför scoutgården 1926
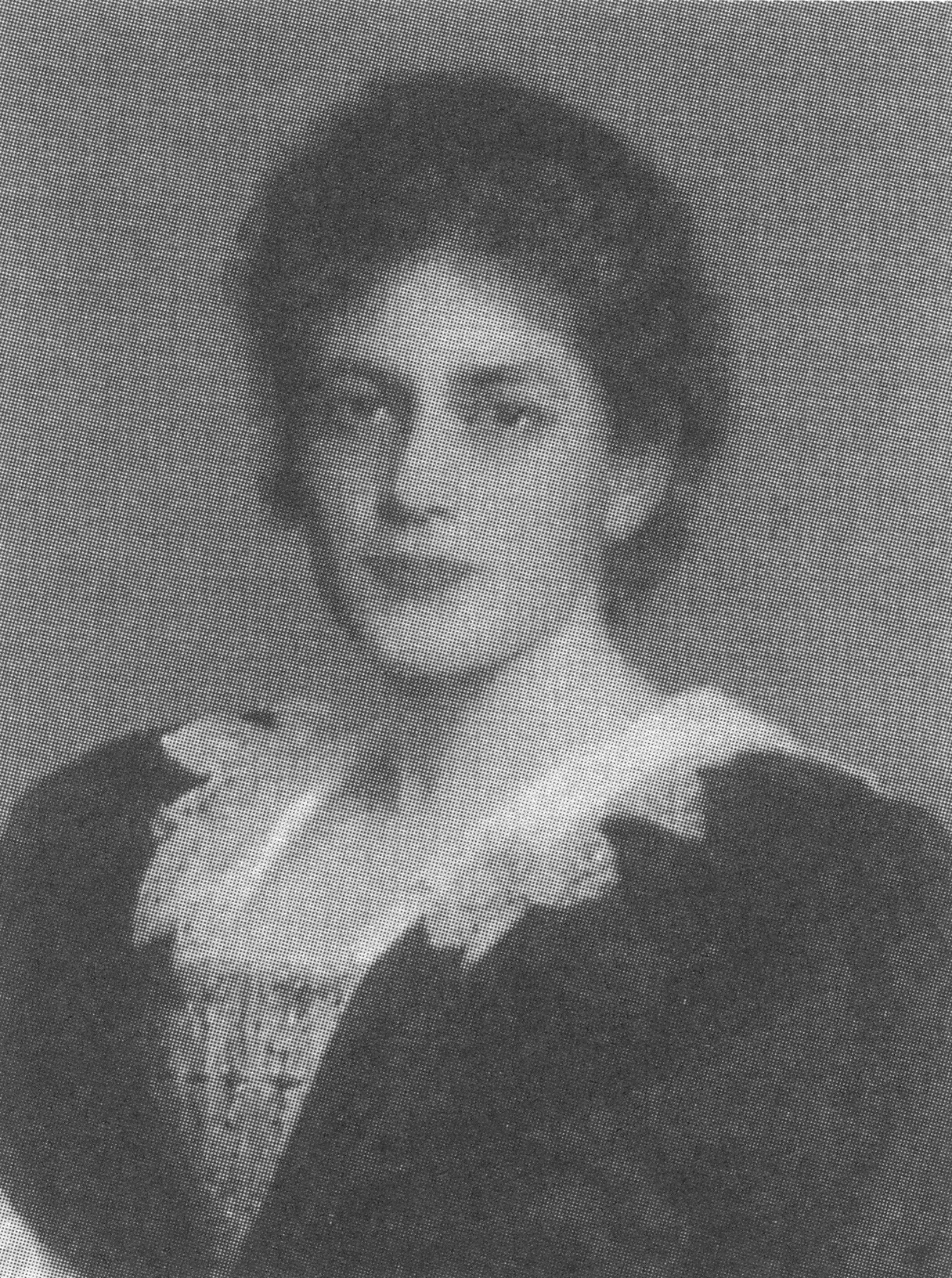
Ebba von Eckermann